# Orgel van de Sint-Willibrordusbasiliek

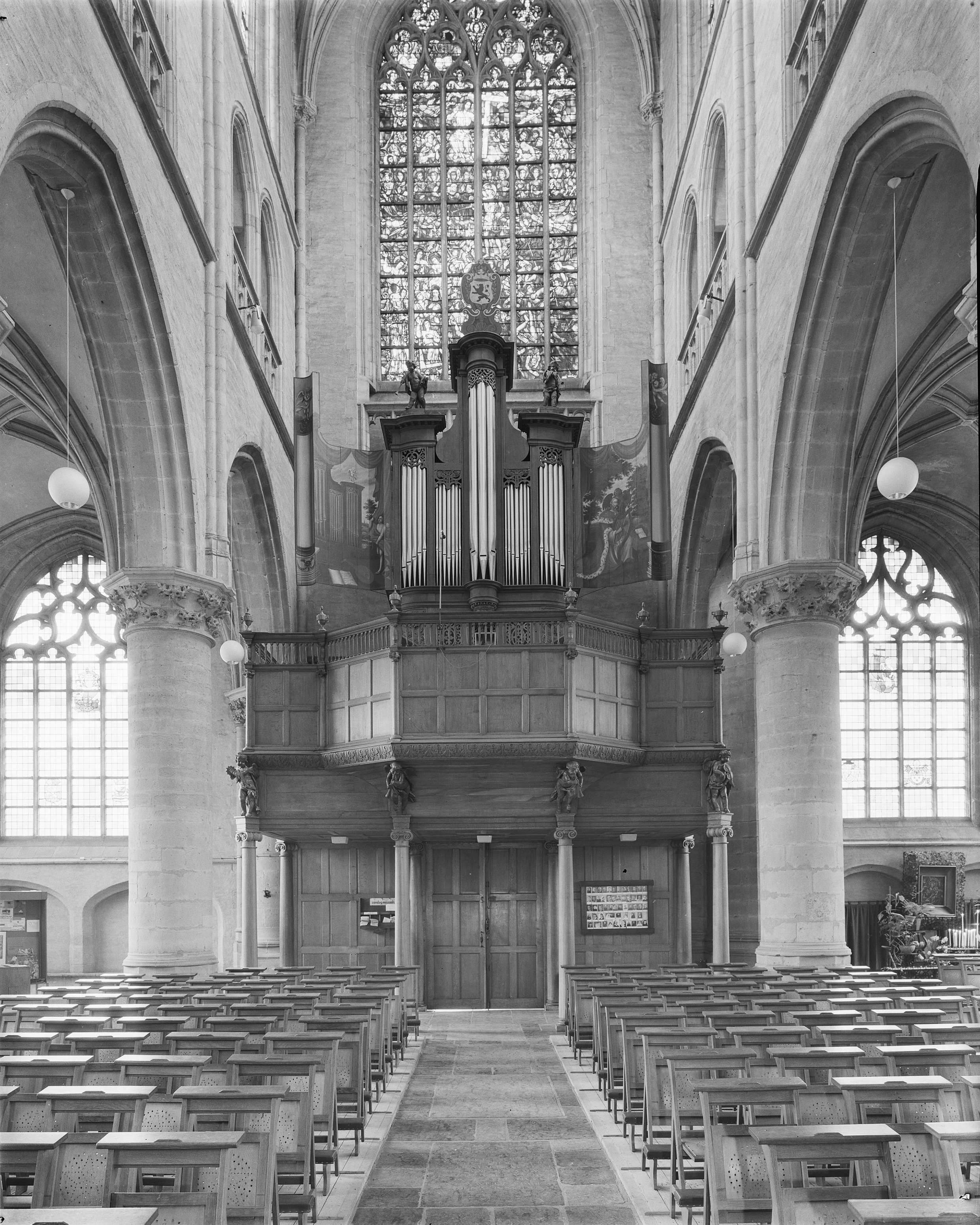
Het orgel van de Sint-Willibrordusbasiliek

Het orgel uit de Heilige Willibrordusbasiliek te Hulst is in de jaren 1610-1612 gebouwd door de Frans-Vlaamse orgelbouwer Loys Isoré.
Isoré was destijds werkzaam in Antwerpen. Hij bouwde een eenklaviers-instrument met 13 stemmen en een 'kort octaaf' voor de hoofdkerk. In 1685 voerde de Vlaming Frederik Noblo omvangrijke herstelwerkzaamheden uit aan de windvoorziening, pijpwerk en mechaniek.
In de loop van de achttiende eeuw werden herstelwerkzaamheden uitgevoerd door de Antwerpse orgelbouwer Moreau. Schilder Johan Baltisberger renoveerde de schilderingen op de orgelluiken. Een plan tot uitbreiding van het orgel met een rugwerk kwam niet tot uitvoering.
In 1764 kreeg Louis Delhaye uit Antwerpen opdracht nieuwe windladen te maken en daarop grotendeels het oude pijpwerk te plaatsen, aangevuld met de nieuwe registers Prestant 8’ en Sesquialter. Ook moest er een terts in de Cornet komen. Vanaf 1929 wachtte een ingrijpende verandering. Toen werden pijpen, mechaniek en balgen van het orgel samengevoegd met een kleiner, gelijksoortig orgel dat in de koorkerk werd gebruikt. Op een windlade van Cavaillé-Coll (gekocht in 1874) werden boven de sacristie de beide orgels samengebracht tot een electropneumatisch instrument.
Onder aanvoering van adviseur Hans van der Harst werd het orgel in 1970/71 gerestaureerd en gereconstrueerd door de firma Flentrop (Zaandam). Zij breidde het orgel uit met een borstwerk en vrij pedaal. De windlade van Cavaillé-Coll werd verwijderd en verhuisde naar Haarlem. Van de 14 oorspronkelijke registers konden er 11 geheel of gedeeltelijk behouden worden. In het borstwerk (Positief) konden oude Vlaamse pijpen in de Doublette 2' worden gebruikt. Het resultaat van deze restauratie en nieuwbouw is een orgel van een geheel zuidelijk karakter.
In 1989 werd het orgel voor opnieuw onder handen genomen met een reiniging en herintonatie. De Regaal 16' werd omgevormd tot een 8-voetsregister. Deze laatste restauratie heeft er toe bijgedragen dat het orgel nog verder kon worden uitgebreid en de authenticiteit van de klank nog beter tot zijn recht komt. In 2012 startte Flentrop Orgelbouw met het uitvoeren van een vijfjarig onderhoudsplan. Herstelwerk, herintonatie en het schoonmaken van kassen en pijpwerk stonden op het programma.
Thans wordt het orgel door deskundigen, musici en kenners algemeen aangemerkt als uniek, kostbaar en artistiek pronkstuk van de Frans-Vlaamse orgelbouwstijl in Nederland.

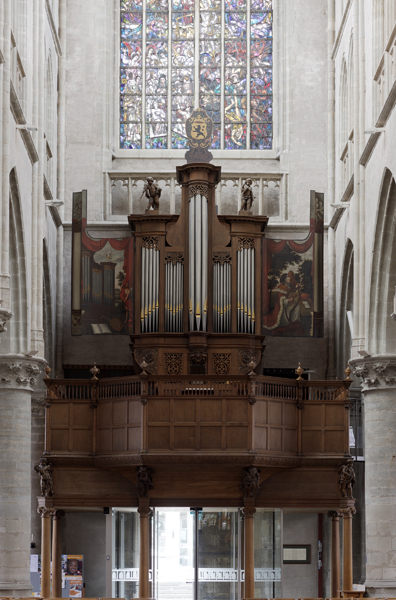
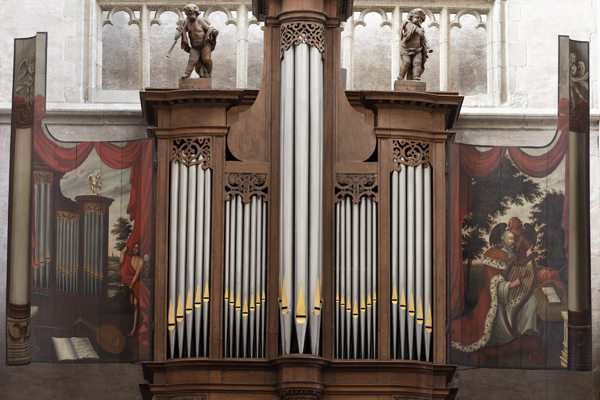
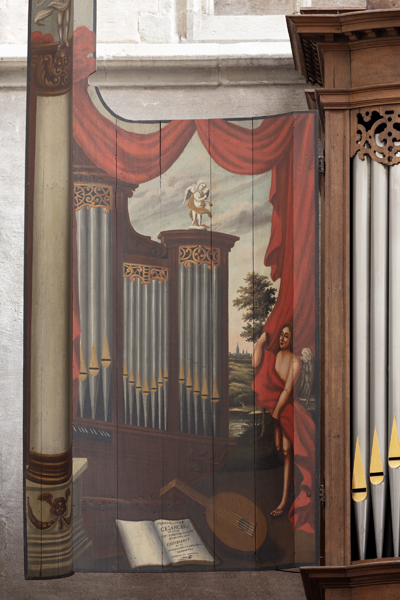
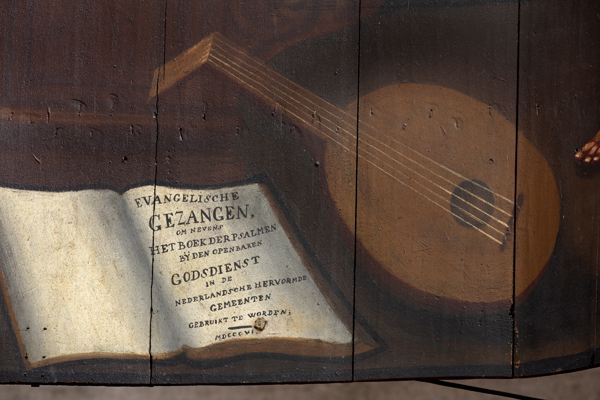
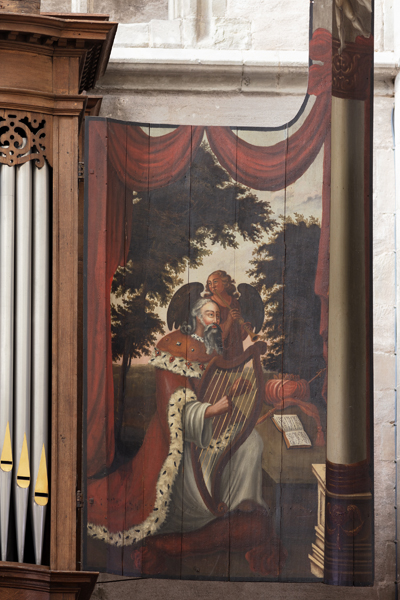